# Libidibia
- Commons
- Wikispecies

Libidibia (DC.) Schltdl. é um género de plantas fabáceas, pertencente à sub-família Caesalpinioideae. As espécies deste género são plantas lenhosas que ocorrem em zonas tropicais e subtropicais do Novo Mundo. O nome do género vem do nome vernacular de algumas espécies, libi-dibi ou divi-divi.

## Espécies
| - Libidibia coriaria - Libidibia ferrea (pau-ferro) - Libidibia paraguariensis (pau-ferro) | - Libidibia punctata |

## Classificação do gênero
| Sistema | Classificação                     | Referência               |
| ------- | --------------------------------- | ------------------------ |
| Linné   | Classe Decandria, ordem Monogynia | Species plantarum (1753) |